# Брод (Гора)
Брод (назива се и Призренски Брод) (алб. Brod, Brodi) је горанско село у Општини Гора, на Косову и Метохији. На основу закона привремених институција Косова, ово насеље је део општине Драгаш. Атар насеља се налази на територији катастарске општине Брод, површине 4822 ha.

## Историја
Шарпланинско село Брод, код Драгаша, први пут се помиње у Светоарханђелској повељи из 1348. године. Тада је становништво било хришћанско. Село је пописано и 1452/1453. у попису Вилајета Паштрик. Тада је у њему пописано 50 домаћинстава чији су носиоци, међу којима су двојица били свештеници, имали хришћанска и словенска имена. Процес исламизације је у Броду, као и у остатку Горе крајем 16. века, судећи по османским пописима тек био у зачетку. У Броду се славио св. Пантелејном (27. јула). Иван Јастребов је о овом селу записао да су ту биле три цркве: Св. Димитрија, Св. Пантелејмона и Св. Николе. Исламизација у овом селу се поред осталих разлога десила и због овог тога што им митрополит призренски није одредио свештеника за то село.
У Броду су Албанци 20. 06. 1912. цркву претворили у шталу и вадили тесан камен за даљу употребу као грађевинског материјала.
Указом Краља од 23. јануара 1914. године насеље је добило статус варошице.

## Демографија
Насеље има горанску етничку већину.
Број становника на пописима:
- попис становништва 1948. године: 2248
- попис становништва 1953. године: 2229
- попис становништва 1961. године: 1604
- попис становништва 1971. године: 1485
- попис становништва 1981. године: 1685
- попис становништва 1991. године: 1741

### Попис2011.
На попису становништва 2011. године, Брод је имао 1554 становника, следећег националног састава:
| Попис 2011.‍  | Попис 2011.‍ | Попис 2011.‍ | Попис 2011.‍ | Попис 2011.‍ |
| ------------ | ----------- | ----------- | ----------- | ----------- |
|              |             |             |             |             |
| Горанци      | Горанци     |             | 747         | 48,38%      |
| Бошњаци      | Бошњаци     |             | 620         | 40,15%      |
| Турци        | Турци       |             | 103         | 6,67%       |
| Албанци      | Албанци     |             | 20          | 1,29%       |
| Ашкалије     | Ашкалије    |             | 3           | 0,19%       |
| Египћани     | Египћани    |             | 1           | 0,06%       |
| Роми         | Роми        |             | 1           | 0,06%       |
| Срби         | Срби        |             | 1           | 0,06%       |
| остали       | остали      |             | 34          | 2,20%       |
| неизјашњено  | неизјашњено |             | 13          | 0,84%       |
| непознато    | непознато   |             | 1           | 0,06%       |
| укупно: 1544 |             |             |             |             |